# Rue Béranger (Malakoff, Hauts-de-Seine)
Pour les articles homonymes, voir Rue Béranger.
La rue Béranger est une voie de communication de Malakoff dans les Hauts-de-Seine, en France.

## Situation et accès

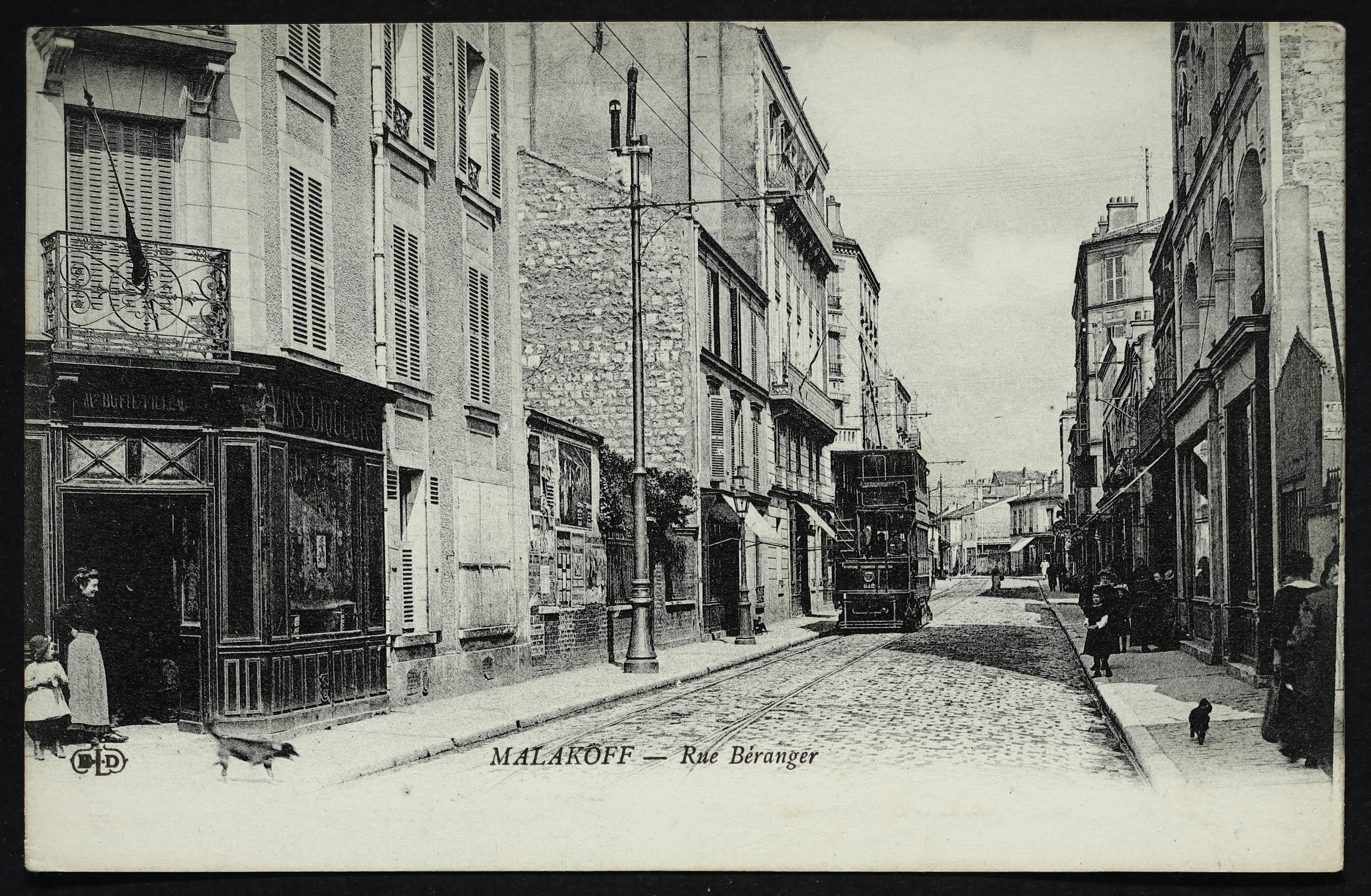
Malakoff - Rue Béranger.

Commençant à l'angle de la rue Eugène-Varlin et de la rue André-Coin, elle se dirige vers l'ouest et traverse la place du 11-Novembre-1918 (anciennement place des Écoles), qui est le centre historique de la ville. Elle se termine dans l'axe de la rue Victor-Hugo.

## Origine du nom
Par délibération du conseil municipal en date du 14 janvier 1910, cette rue a été nommée en hommage au chansonnier  Pierre-Jean de Béranger (1780-1857).

## Historique

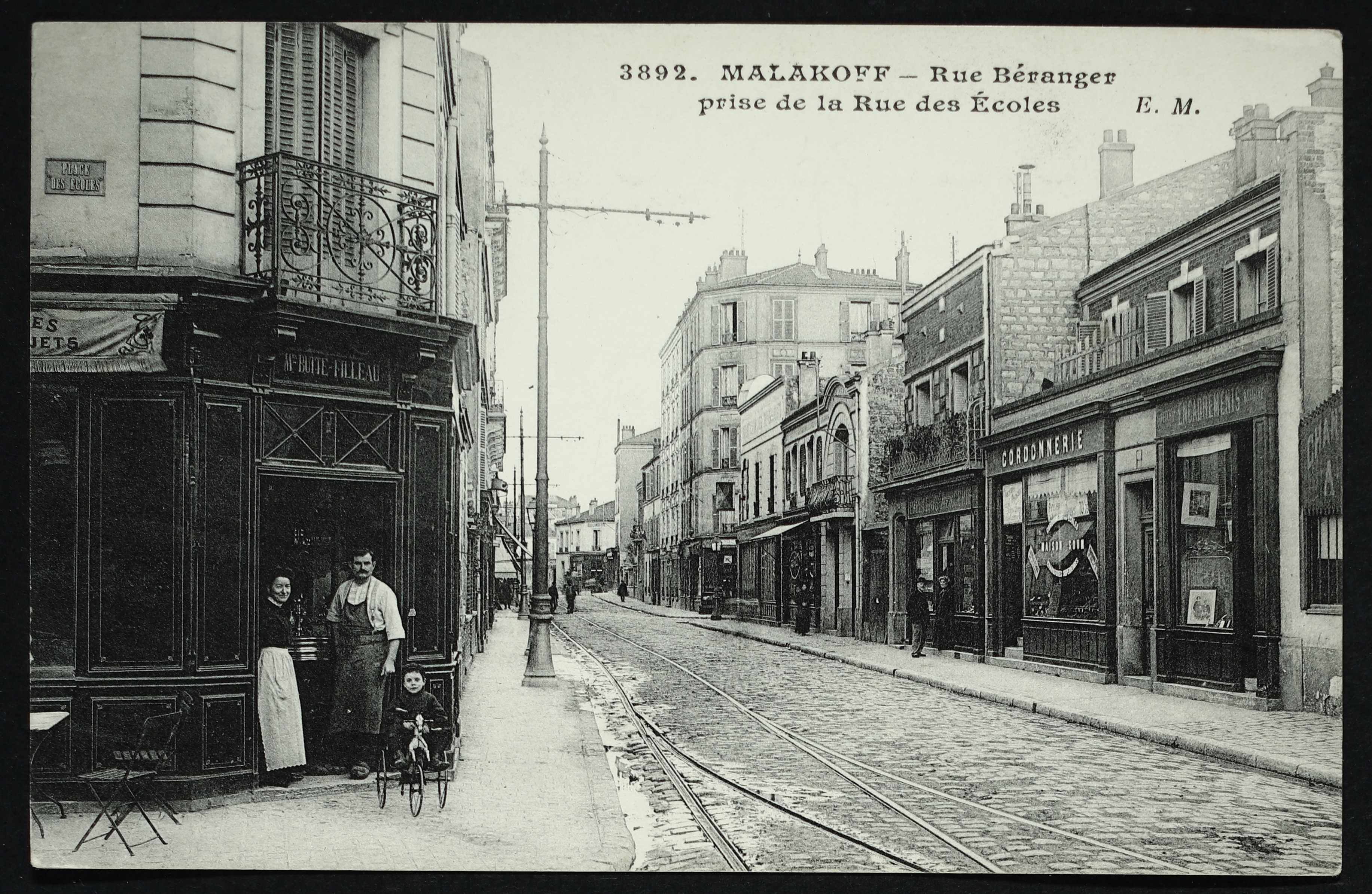
La rue Béranger prise de la rue des Écoles, vers 1900.

Elle était autrefois parcourue par une ligne de tramway.
La ligne 87 provenait de la porte Didot et, après les fortifications de Thiers, elle se divisait en deux branches attribuées aux deux sens de circulation, pour remédier à l'étroitesse des rues. Une branche s'engageait dans la rue Victor-Hugo, et l'autre dans la rue Chauvelot. Elles se rejoignaient ensuite dans la rue Béranger, à voie unique.

## Bâtiments remarquables et lieux de mémoire
- Hôtel de ville de Malakoff.
- Médiathèque Pablo-Neruda.

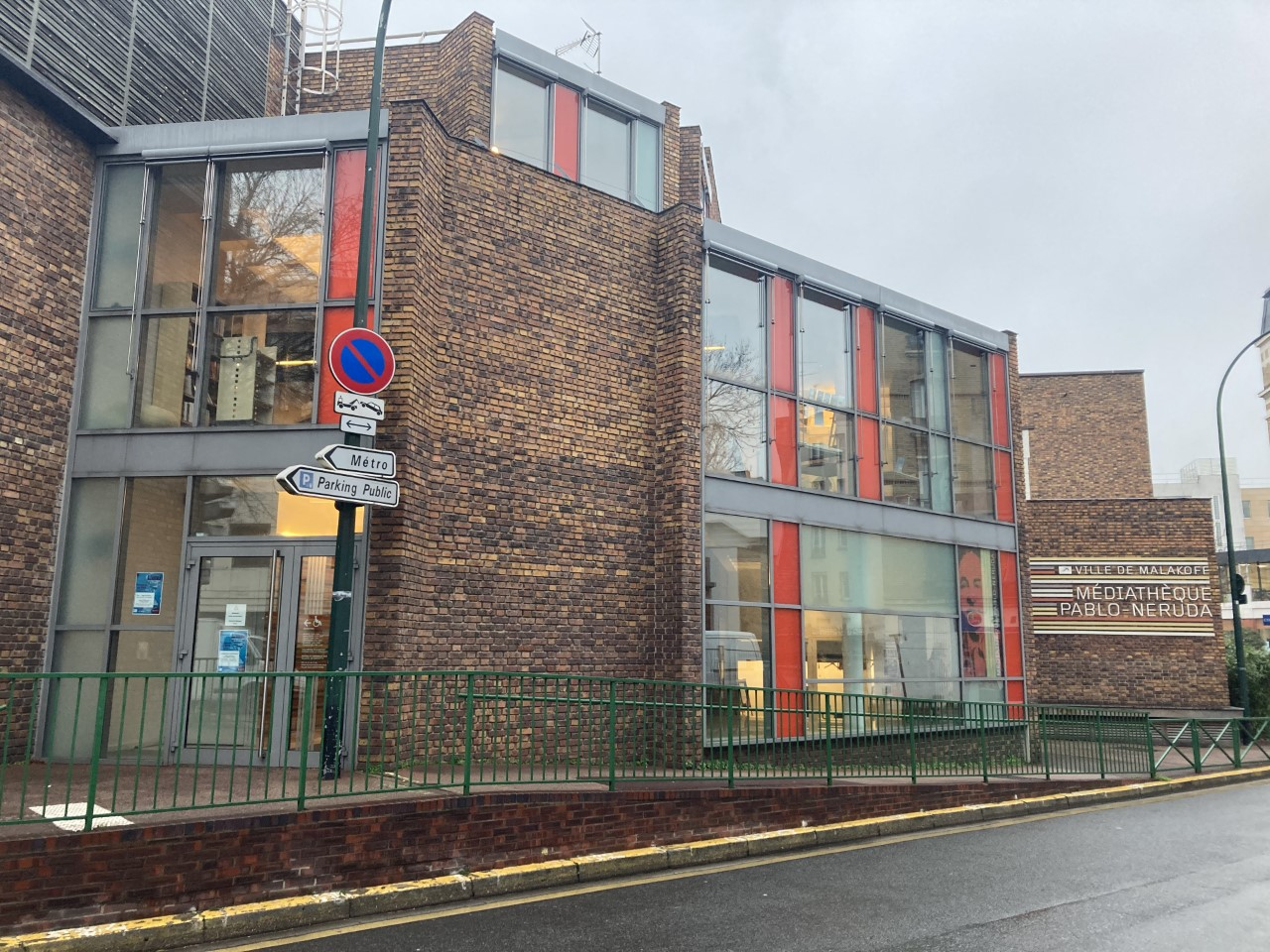
Médiathèque Pablo-Neruda.

- École maternelle Jean-Jaurès, inaugurée en 1933.